# Konstituierende Cortes von 1820

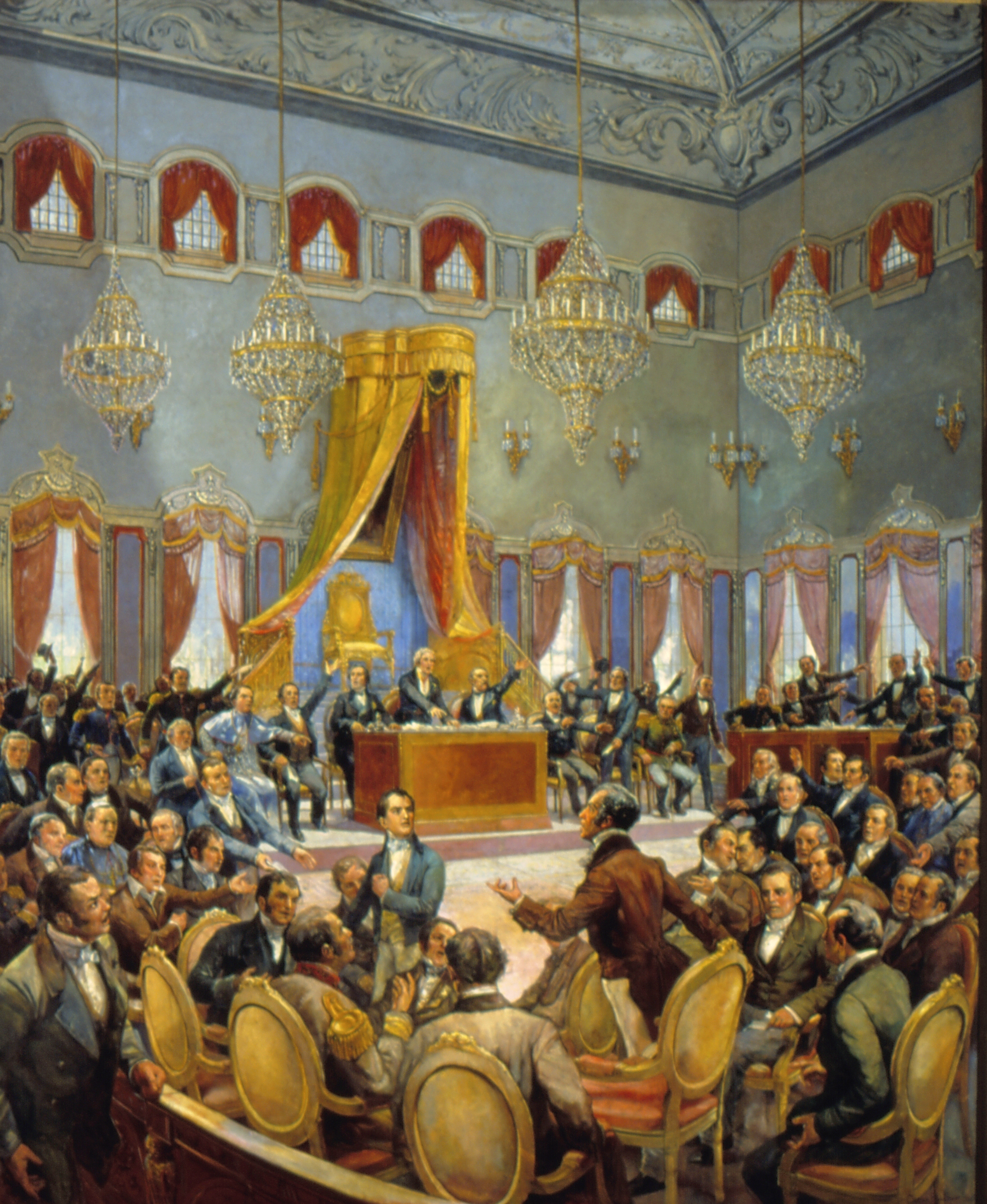
Die Konstituierende Cortes von 1820, die die erste Verfassung verabschiedeten, von Oscar Pereira da Silva.

Die Konstituierende Cortes von 1820 (port. Cortes Constituintes de 1820, Cortes Constituintes Vintistas, Cortes Gerais e Extraordinárias da Nação Portuguesa, Soberano Congresso) war das erste portugiesische Parlament im modernen Sinne des Wortes.
Ihre ursprüngliche Einberufungsgrundlage basierte weitgehend auf den alten Cortes Gerais, mit dem Unterschied, dass das Wahlsystem für die Ernennung ihrer Delegierten nun anders war und die drei traditionellen Feudalstände (Klerus, Adel und Volk) nicht mehr getrennt waren.

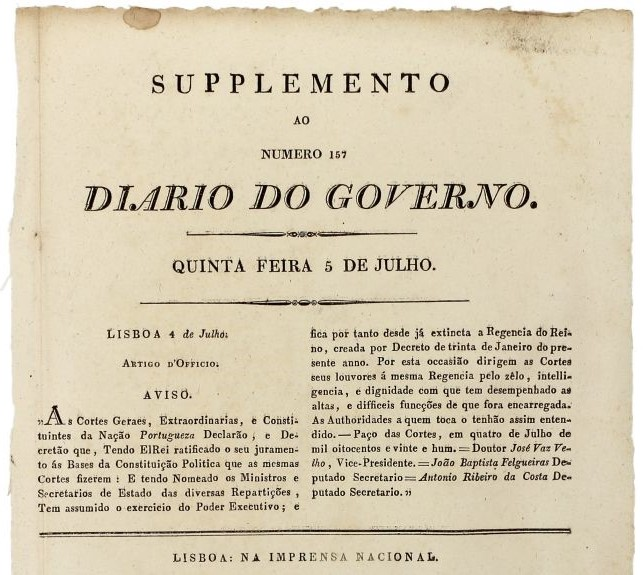
Cortes Gerais e Extraordinárias da Nação Portuguesa 1821

Die parlamentarische Arbeit dieses Gremiums, das nach der liberalen Revolution in Porto zur Ausarbeitung und Verabschiedung einer Verfassung für Portugal eingesetzt wurde, fand zwischen dem 24. Januar 1821 und dem 4. November 1822 im Palácio das Necessidades in Lissabon statt. Die Sitzungen brachten tief greifende Veränderungen in der portugiesischen politischen Ordnung mit sich und leiteten Reformen ein, die im folgenden Jahrhundert enorme gesellschaftspolitische Auswirkungen haben sollten.
Die Arbeit der Verfassungsgerichte gipfelte in der Verabschiedung der portugiesischen Verfassung von 1822. Die Schlusssitzung der Gerichte unter dem Vorsitz von König João VI. fand am 4. November 1822 statt.

## Ursprung
Die nach der Revolution von Porto eingesetzte Regierung, die provisorische Junta der Obersten Regierung des Königreichs (Junta Provisional do Governo Supremo do Reino), beschloss, die Cortes einzuberufen, und setzte zu diesem Zweck am 1. September 1820 eine Vorbereitungskommission ein. Am 22. November desselben Jahres veröffentlichte die Kommission die Anweisungen für die Wahl der Abgeordneten der Cortes, die im Dezember 1820 stattfand.
Die von der Kommission gewählte Methode zur Ernennung der Volksvertreter war das in der Verfassung von Cádiz von 1812 verankerte Wahlsystem mit nur wenigen Anpassungen an die portugiesische Realität. Es handelte sich um ein komplexes indirektes Wahlrecht durch die Bildung von Wahlvorständen auf Gemeinde-, Bezirks- und Provinzebene. Männliche Bürger über 25 Jahre (in einigen Fällen über 21 Jahre), die einen Beruf, ein Gewerbe oder eine nützliche Tätigkeit ausübten, wählten die Gemeindewahlvorstände, die ihrerseits die Bezirkswahlvorstände wählten. Diese versammelten sich in der Provinzhauptstadt und wählten die Abgeordneten der verfassungsgebenden Gerichte, die nicht jünger als 25 Jahre sein durften, und zwar einen pro 30.000 Einwohner.
Trotz der Komplexität und der Unerfahrenheit wurde der komplizierte Prozess der ersten portugiesischen Wahlen am Weihnachtstag 1820 abgeschlossen, wobei in den meisten Provinzen Abgeordnete gewählt wurden. Die übrigen wurden in den folgenden Monaten gewählt.

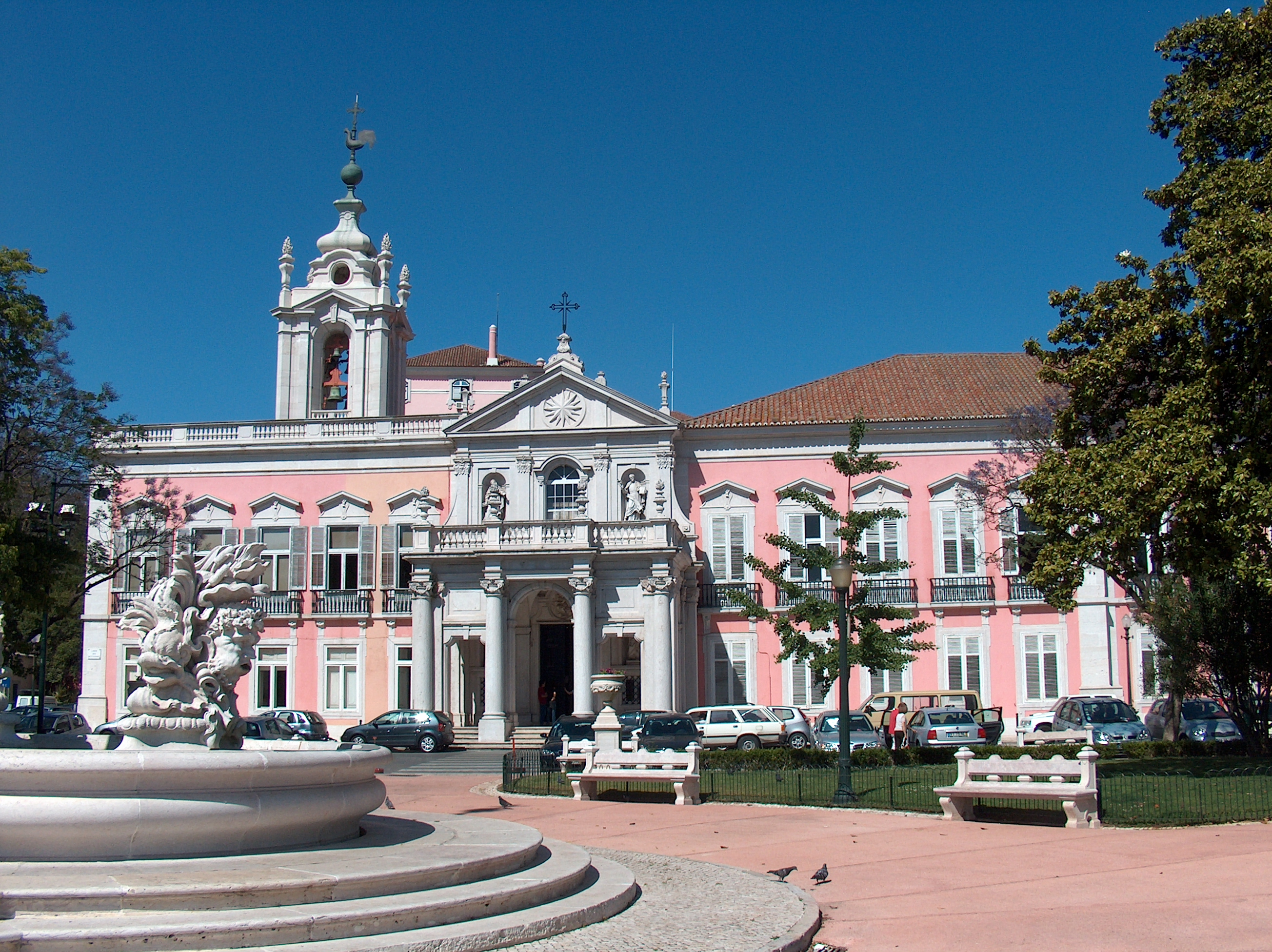
Palácio das Necessidades, Sitz der Verfassungsgerichte von 1820.

Am 24. Januar 1821 fand im Palácio das Necessidades die Versammlung statt, auf der die Allgemeine, Außerordentliche und Konstituierende Versammlung der portugiesischen Nation (Cortes Gerais, Extraordinárias e Constituintes da Nação Portuguesa), auch Souveräner Kongress (Soberano Congresso) genannt, gegründet wurde.
Am 9. März 1821, weniger als drei Monate nach seiner konstituierenden Sitzung, verabschiedete der Souveräne Kongress (Soberano Congresso) die „Grundlagen der Verfassung“ ("Bases da Constituição"), ein Dokument, das von Johann VI. von Portugal am 4. Juli, kurz nach seiner Rückkehr aus Brasilien, vereidigt wurde.
Auf der Grundlage der vom König vereidigten Verfassungsgrundlagen erarbeiteten und verabschiedeten die Cortes die erste portugiesische Verfassung, die am 30. September 1822 angenommen wurde, und am 4. November 1822 traten die Allgemeine, die Außerordentliche und die Konstituierende Cortes der portugiesischen Nation zum letzten Mal zusammen.
Obwohl die politische Verfassung der portugiesischen Monarchie von 1822 (Constituição Política da Monarquia Portuguesa de 1822) nur kurze Zeit in Kraft war, wurde sie zu einem inspirierenden Dokument für den portugiesischen Liberalismus, dessen Auswirkungen sich über die gesamte Zeit der portugiesischen konstitutionellen Monarchie erstreckten und sogar die erste republikanische Verfassung Portugals beeinflussten, die fast ein Jahrhundert später verabschiedet wurde.

## Abgeordnete

### Königreich Portugal
Die Abgeordneten, die an der vorbereitenden Sitzung vom 24. Januar 1821 teilnahmen, waren folgende:

#### Provinz Minho
| - Francisco Wanzeller - Antonio Pereira - José Maria Xavier de Araujo - Francisco Xavier Calheiros - João de Sousa Pinto de Magalhães - José Ferreira Borges - Rodrigo Ribeiro Telles da Sylva - João Baptista Felgueiras | - Basílio Alberto de Sousa Pinto - Vicente da Soledade e Castro - João Pereira da Sylva - José Joaquim Rodrigues de Bastos - Joaquim José dos Santos Pinheiro - Antonio Ribeiro da Costa - Manoel Martins Couto |

#### Provínz Trás-os-Montes
- Bernardo Corrêa de Castro e Sepulveda
- Manoel Gonçalves de Miranda
- Antonio Lobo de Barbosa Teixeira Ferreira Girão

#### Provínz Beira
| - José Maria de Sousa e Almeida - José de Gouvêa Osorio - Antonio Pinheiro d'Azevedo e Sylva - Francisco de Paula Vieira da Silva Tovar, Barão de Molellos - José Pedro da Costa Ribeiro Teixeira - José de Mello de Castro e Abreu - Bispo de Lamego - João de Figueiredo - José Joaquim de Faria | - José Ribeiro Saraiva - Antonio José Ferreira de Sousa - Pedro José Lopes d'Almeida - Manoel Fernandes Thomaz - José Joaquim Ferreira de Moura - Antonio Maria Osorio Cabral - Thomé Rodrigues Sobral - Manoel de Serpa Machado |

#### Provínz Alentejo
- Carlos Honorio de Gouvêa Durão
- João Vicente da Sylva
- Joaquim Annes de Carvalho
- João Rodrigues de Brito
- José Victorino Barreto Feyo
- Ignacio da Costa Brandão
- José Antonio da Rosa

#### Provínz Estremadura
| - Bento Pereira do Carmo - Francisco de Lemos Bittencourt - Agostinho José Freire - Luiz Antonio Rebello da Sylva - Alvaro Xavier da Fonseca Coutinho e Povoas - Luiz Monteiro - João Alexandrino de Sousa Queiroga - Felix Avelar Brotero - Hermano José Braancamp do Sobral - Francisco Antonio dos Santos | - Henrique Xavier Baeta - José Ferrão de Mendonça e Sousa - João Maria Soares Castello Branco - Francisco de Paula Travassos - Manoel Agostinho Madeira Torres - Manoel Antonio de Carvalho - Francisco Xavier Monteiro - Manoel Borges Carneiro - José Carlos Coelho Carneiro Pacheco |

### Königreich Algarve
- Manoel José Placido da Sylva Negrão
- José Vaz Velho
- Jeronymo José Carneiro

### Königreich Brasilien
Brasilien wählte 97 Abgeordnete (einschließlich Stellvertreter), Staatsanwälte und Delegierte. Am 29. August 1821 kamen die ersten Abgeordneten des Königreichs Brasilien aus der Provinz Pernambuco in Lissabon an. Andere Fraktionen blieben jedoch in Brasilien, darunter die Fraktionen von Minas Gerais (die zahlreichste), Mato Grosso und São Pedro do Rio Grande do Sul.

#### Provinz Alagoas[4]
- Manuel Marques Grangeiro
- Francisco de Assis Barbosa
- Francisco Manuel Martins Ramos

#### Provinz Amazonas
- João Lopes da Cunha

#### Provinz Bahia[4][5]
- Cipriano Barata
- Alexandre Gomes de Argolo Ferrão
- Marcos Antônio de Sousa
- Pedro Rodrigues Bandeira
- José Lino dos Santos Coutinho
- Domingos Borges de Barros
- Luís Paulino de Oliveira Pinto da França
- Francisco Agostinho Gomes
- Luís José de Barros Leite

#### Provinz Ceará[3]
- Antônio José Moreira
- Manuel do Nascimento Castro e Silva
- José Martiniano Pereira de Alencar[6]
- Pedro José da Costa Barros

#### Provinz Espírito Santo[7]
- João Fortunato Ramos dos Santos

#### Provinz Goiás[7]
- Joaquim Teotônio Segurado

#### Provinz Maranhão[8]
- Joaquim Vieira Belford
- José João Beckman e Caldas

#### Provinz Minas Gerais
| - Belchior Pinheiro de Oliveira - Manuel Ferreira da Câmara Bittencourt Aguiar e Sá - José Teixeira da Fonseca Vasconcelos - Manuel Rodrigues da Costa - Estêvão Ribeiro de Resende - José Alves do Couto Saraiva - Jacinto Furtado de Mendonça - João Severiano Maciel da Costa - Lucas Antônio Monteiro de Barros - José de Resende Costa Filho - Teotônio Alves de Oliveira Maciel - Antônio Teixeira da Costa - José de Oliveira Pinto Botelho e Mosqueira - Manuel Veloso Soares - João Gomes da Silveira Mendonça | - José Joaquim da Rocha - Francisco Pereira de Santa Apolônia - João Evangelista de Faria Lobato - José Antônio da Silva Maia - Lúcio Soares Teixeira de Gouveia - Antônio da Rocha Froes - Cândido José de Araújo Viana - Antônio Gonçalves Gomide - Domingos Alves de Oliveira Maciel - José Custódio Dias - João Gomes da Silveira Mendonça - Francisco de Paula Pereira Duarte - José Cesário de Miranda Ribeiro - José Elói Ottoni |

#### Provinz Grão-Pará[7]
- Romualdo de Sousa Coelho
- Francisco de Sousa Moreira

#### Provinz Paraíba[9]
- Francisco Xavier Monteiro de França
- José da Costa Cirne

#### Provinz Pernambuco[10][11]
| - Domingos Malaquias de Aguiar Pires Ferreira - Gervásio Pires Ferreira - Inácio Pinto de Almeida Castro - Félix José Tavares de Lira - Manuel Zeferino dos Santos - Pedro de Araújo Lima | - João Ferreira da Silva - Francisco Muniz Tavares - Antônio de Pádua Vieira Cavalcanti (alternativ) - Francisco Xavier de Lossio e Seiblitz (alternativ) - Manuel Félix de Veras |

#### Provinz Piauí
- Domingos da Conceição (Stellvertreter für Ovídio Saraiva, der nicht anwesend war)[6]
- Manuel de Sousa Borges Leal

#### Provinz Rio de Janeiro[12]
- Custódio Gonçalves Ledo[13]

- João Soares de Lemos Brandão
- Francisco Lemos de Faria Pereira Coutinho
- José Joaquim da Cunha Azeredo Coutinho
- Luis Martins Bastos
- Joaquim Gonçalves Ledo
- Francisco Vilela Barbosa[14]
- Luis Nicolau Fagundes Varela

#### Provinz Rio Grande do Sul[15]
- João de Santa Bárbara
- José Martins Zimblão (alternativ)
- José Saturnino da Costa Pereira

#### Provinz Santa Catarina[16][17]
- Lourenço Rodrigues de Andrade
- José da Silva Mafra (alternativ)

#### Provinz São Paulo[18]
- Antônio Carlos Ribeiro de Andrada (hat die portugiesische Verfassung von 1822 weder unterschrieben noch vereidigt)
- Nicolau Pereira de Campos Vergueiro (hat die portugiesische Verfassung von 1822 weder unterschrieben noch vereidigt)
- José Ricardo da Costa Aguiar de Andrada (hat die portugiesische Verfassung von 1822 weder unterschrieben noch vereidigt)
- Diogo Antônio Feijó (hat die portugiesische Verfassung von 1822 weder unterschrieben noch vereidigt)
- José Feliciano Fernandes Pinheiro (hat die portugiesische Verfassung von 1822 weder unterschrieben noch vereidigt)
- Antônio Manuel da Silva Bueno (alternativ; hat die portugiesische Verfassung von 1822 weder unterschrieben noch vereidigt)
- Antônio Pais de Barros (hat nicht Platz genommen)
- Francisco de Paula Sousa e Melo (Nichterscheinen)